# Баширгызы, Афаг
Афаг Баширгызы (азерб. Afaq Bəşirqızı), при рождении Афаг Башир гызы Сафарова (азерб. Afaq Bəşir qızı Səfərova) (род. 15 августа 1955, Баку, Азербайджанская ССР) — советская и азербайджанская актриса театра и кино. Народная артистка Азербайджана (1993), кавалер ордена «Шохрат» (2013) и ордена «Шараф» (2025).

## Биография
Родилась 15 августа 1955 года в Баку, в семье актёра Башира Сафароглы. В 1972 году окончила одну из городских школ, а 2 года спустя поступила в театральный институт имени Мирзааги Алиева. 

### Карьера
Начала свою творческую деятельность в ленкоранском театре имени Н. Б. Везирова, где 24 декабря 1973 года сыграла свою первую постановку — «Хороший человек» Мирзы Ибрагимова.
В 1975—1989 годах служила в Сумгаитском государственном театре им. Г. Араблинского. 
С 1989 года является актрисой Азербайджанского государственного академического музыкального театра. 
В 2014 году Афаг Баширгызы учредила «Премию имени Башира Сафароглу».

## Награждения
- Орден «Шараф» (14 августа 2025) — за большие заслуги в развитии азербайджанской культуры[3]
- Орден «Шохрат» (25 июня 2013) — за заслуги в развитии азербайджанского театра[4].
- Народная артистка Азербайджана (3 февраля 1993) — за заслуги в развитии отечественного театрального искусства[5].
- Заслуженная артистка Азербайджанской ССР (1989).
- Почётный диплом Президента Азербайджанской Республики (13 августа 2015) — за заслуги в развитии азербайджанского театрального и киноискусства[6][7].
- Театральная премия «Гызыл дервиш» (1994 и 2002).
- Медаль имени Вагифа Самедоглу (2020)[8].
- Персональная стипендия Президента Азербайджанской Республики (6 мая 2015) — за заслуги в развитии азербайджанской культуры[9].